# 聖瑪麗山

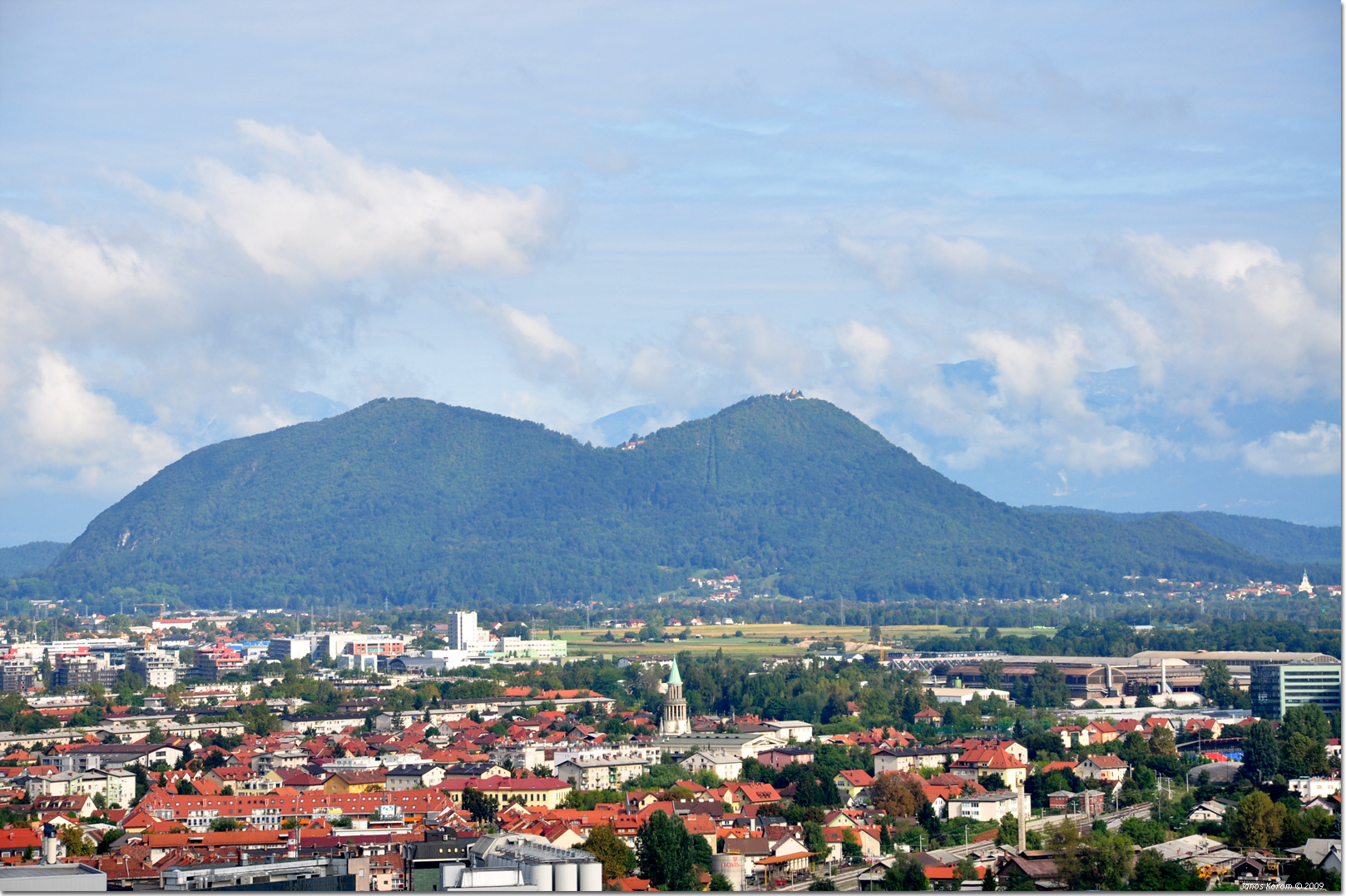
聖瑪麗山

聖瑪麗山是位於斯洛維尼亞首都盧比安納北郊的一座山峰。聖瑪麗山是盧比安納的最高峰，也是一個受歡迎的遠足地點。山下有數個村莊。